# Anacamptis coriophora subsp. fragrans
Cet article concerne l'Orchis parfumé. Pour Gymnadenia odoratissima, voir Orchis odorant.
Sous-espèce
Classification phylogénétique
Anacamptis coriophora subsp. fragrans, (anciennement Orchis coriophora subsp. fragans (Poll.) Sudre), l'Orchis parfumé ou Orchis à odeur de vanille est une sous-espèce d'orchidée terrestre d'Europe.
C'est une sous-espèce de l'Orchis punaise (Anacamptis coriophora).

## Description
Ses feuilles lancéolées sont étroites et l'inflorescence en épi, culmine entre 20 et 40 cm.
La floraison a lieu de mai à juillet.
Cette orchidée se caractérise par son agréable odeur de vanille.

## Localisation
Elle se trouve sur des pelouses ou des prairies à sols marécageux au printemps, secs en été.

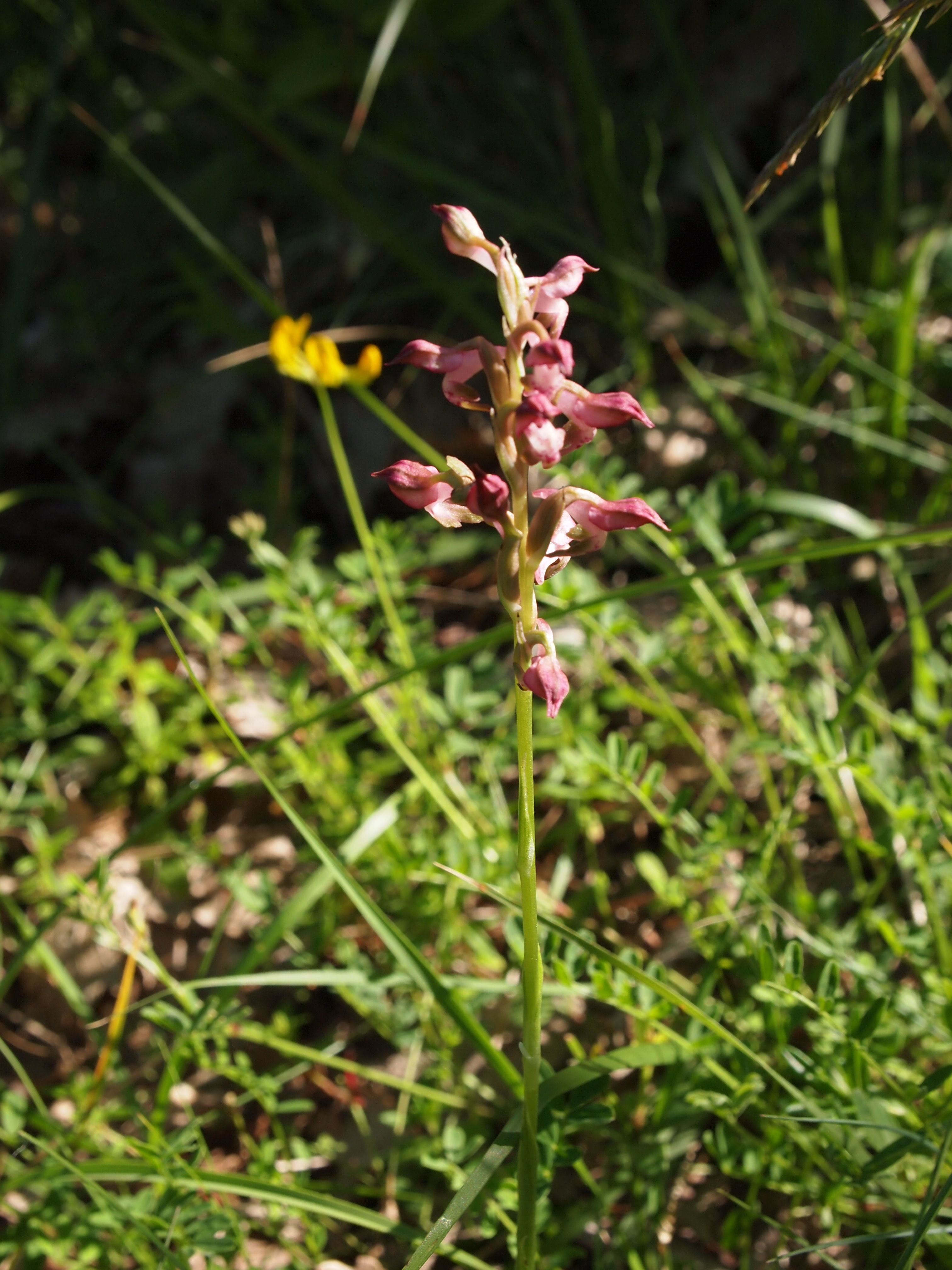
Orchis parfumé ou Orchis à odeur de vanille

### Caractéristiques
Organes reproducteurs
- Couleur dominante des fleurs : rose
- Période de floraison : mai-juillet
- Inflorescence : épi simple
- Sexualité : hermaphrodite
- Pollinisation : entomogame

Graine
- Fruit : capsule
- Dissémination : anémochore

Habitat et répartition
- Habitat type : pelouses acidophiles méditerranéennes
- Aire de répartition : méditerranéen occidental, c'est une espèce en voie de disparition qui est protégée en France sur tout le territoire. Présence sur le site Natura 2000 Vallée de l'Antenne en Charente.

Données d'après : Julve, Ph., 1998 ff. - Baseflor. Index botanique, écologique et chorologique de la flore de France. Version : 23 avril 2004.

## Autres espèces du genre
Les dernières classifications tendent à disperser quelques espèces du genre Orchis vers le genre Anacamptis, qui de fait, n'est plus monospécifique. Outre A. coriophora, (orchis punaise), on trouve actuellement:
- Anacamptis champagneuxii, orchis de Champagneux
- Anacamptis collina, orchis des collines
- Anacamptis laxiflora (Lam.) R.M. Bateman, Pridgeon & M.W. Chase, orchis à fleurs lâches
- Anacamptis longicornu, orchis à long éperon
- Anacamptis morio, orchis bouffon
- Anacamptis palustris, orchis des marais
- Anacamptis papilionacea, orchis papillon
- Anacamptis picta, orchis orné
- Anacamptis pyramidalis, orchis pyramidal